# Tanddvärgmossa
Tanddvärgmossa (Seligeria brevifolia) är en bladmossart som beskrevs av Lindberg 1890. Enligt Catalogue of Life ingår Tanddvärgmossa i släktet dvärgmossor och familjen Seligeriaceae, men enligt Dyntaxa är tillhörigheten istället släktet dvärgmossor och familjen Seligeriaceae. Enligt den finländska rödlistan är arten sårbar i Finland. Arten är reproducerande i Sverige. Artens livsmiljö är skuggiga kalkstensklippor och kalkbrott. Inga underarter finns listade i Catalogue of Life.